# Lettre au camarade Staline
 (juin 2025).
 (juin 2025).
Motif : Article orphelin depuis sa publication. Quelle est la notoriété de cette « Lettre » et quel est l'intérêt encyclopédique de ce type de page ? On n'a eu aucune info sur son éventuel impact. Comme il n'y a pas de liens interlangues, on n'en sait rien. Et toutes les sources sont en langue russe, ce qui n'aide pas vraiment.
- Archive Wikiwix
- Bing
- Cairn
- DuckDuckGo
- E. Universalis
- Gallica
- Google
- G. Books
- G. News
- G. Scholar
- Persée
- Qwant
- (zh) Baidu
- (ru) Yandex
- (wd) trouver des œuvres sur Wikidata

| 1. | Préciser le motif de la pose du bandeau. | Précisez le motif de la pose du bandeau en utilisant la syntaxe suivante : {{admissibilité à vérifier\|date=juin 2025\|motif=remplacez ce texte par le motif}}                                  |
| 2. | Informer les utilisateurs concernés.     | Pensez à avertir le créateur de l'article, par exemple, en insérant le code ci-dessous sur sa page de discussion : {{subst:avertissement admissibilité à vérifier\|Lettre au camarade Staline}} |

Lettre au camarade Staline est un article de Zakhar Prilepine. Publié dans l'édition d'auteur du 30 juillet 2012 sur le site russe Presse libre dont Prilepine était alors rédacteur en chef.
L'article a provoqué une vive résonance dans le milieu intellectuel russe, le divisant en deux camps, l'auteur a été accusé de xénophobie et d'antisémitisme. Prilepine a tenté de s'expliquer dans l'article « Ayez honte de vos pères », publié dix jours après la parution des « Lettres… » 
Ivan Grekov du journal Trud estime que dans les articles de Prilepine « Lettre au camarade Staline » et « Ayez honte de vos pères », « les questions les plus importantes de l'existence nationale sont posées sous une forme aiguë ».
Le texte de l’article a suscité une vive réaction parmi les intellectuels, notamment parmi les écrivains. Selon Deutsche Welle , « entré dans l'establishment littéraire avec l'écriture de l'antilibéral « Sanka », Zakhar Prilepine a récemment rompu avec lui de manière assourdissante en publiant la scandaleuse « Lettre au camarade Staline ».

## Forme littéraire «Lettres...»
La lettre est écrite au nom de l’intelligentsia libérale, cachée sous le pronom impersonnel « nous ». L’article commence et se termine par ce « nous » :

« Nous nous sommes installés dans votre socialisme.
Nous avons divisé le pays que vous avez créé. Nous avons gagné des millions grâce aux usines construites par vos esclaves et vos scientifiques. Nous avons mis en faillite les entreprises que vous avez construites et emporté l'argent reçu au-delà de la frontière, où nous nous sommes construits des palais... Nous faisons de notre mieux et nous ne pourrons pas dilapider et jeter votre héritage, votre nom, pour remplacer le brillant le souvenir de vos grandes réalisations avec le sombre souvenir de vos crimes, oui, réels et, oui, odieux.
Nous vous devons tout. Allez au diable. »

Le pronom « nous » dans le texte est situé à côté de « vous » - c'est ainsi que Staline est désigné :

« Nous ne voulons pas vous êtres reconnaissants pour notre vie et celle de notre espèce, espèce de salope moustachue.
Mais en secret, nous le savons : sans vous, nous n’existerions pas. »

## Allégations d'antisémitisme
Du côté du public libéral, la réponse générale à l'article a été des accusations d'antisémitisme (fascisme, etc.) contre l'auteur. Cela a provoqué une réaction négative de la part de la population, y compris de ceux qui ne soutenaient pas Prilepine.
L'un des premiers (6 août 2012, au Journal quotidien) fut Viktor Shenderovitch : « Et je le déclare avec tristesse : Zakhar est devenu un antisémite, ce dont il a d'ailleurs informé le public en publiant ce texte. »
Mikhaïl Chvydkoï a publié le 13 août 2012, sur le blog sur le site de l'Echo de Moscou : « J'ai lu la « Lettre au camarade Staline de Prilepine. J'étais bouleversé par l'ignorance et la méchanceté, impossible pour un écrivain russe. »

## Prilepine à propos de «Lettre...»
Dans son article du 9 août « Ayez honte de vos pères », Prilepine évoque les raisons pour lesquelles il a écrit la « Lettre... » :

« Ma lettre elle-même a été conçue après une autre bacchanale bestiale dans la presse, survenue le 9 mai dernier, et une autre bacchanale répétée le 22 juin de cette année. Beaucoup se sont habitués à ces bacchanales, et beaucoup les ont acceptées.
Sauf en fait des millions de personnes vivant en Russie.
Afin d'expliquer d'une manière ou d'une autre le sentiment colossal de respect envers Staline parmi le peuple, mes adversaires soutiennent que tout le monde dans les camps est mort et que Staline manque désormais aux enfants des bourreaux et des informateurs. »

Dans une interview avec Gas. Prilepine, membre du Komsomol de Moscou, a déclaré à propos de son choix en tant qu'écrivain et citoyen :

« Avant cette lettre à Staline, tout dans ma vie était réussi, je suis une personne heureuse, tout s'est bien passé pour moi. J'ai donc décidé de me compliquer la vie et ainsi de me remonter le moral. D’ailleurs, cette lettre est adressée, entre autres, à Vladimir Poutine. »

Le message anti-Poutine (et non antisémite) de l'article est souligné par l'auteur dans une interview avec l'APN (« Political News Agency ») (2012-08-27) :

« La lettre était adressée simultanément à Poutine et à ses divers Timchenko, aux quasi-élites d'Eltsine, aux dégénérés communistes, aux héros de la "perestroïka", aux tenants actuels du libéralisme et à ceux qui ont privatisé la protestation populaire à Bolotnaïa et Sakharov. Et, oui, entre autres choses, il y a un paragraphe et demi dans la lettre, où il y a une réponse directe à certains des historiens et publicistes les plus actifs, professionnels et dénonciateurs de longue date de Staline, qui, Dieu sait, ne seraient pas nés au monde sans ce monstre moustachu avec leurs détachements de barrage et leurs maréchaux.
Cependant, il était immédiatement évident pour tous les gens normaux que ces lanceurs d'alerte étaient discutés parmi tous les autres destinataires - d'abord les Russes, puis tous les autres - parmi lesquels, soit dit en passant, il y avait aussi des «historiens» ukrainiens, ils n'étaient pas moins excités, c'est juste que nous pouvons les entendre pire ici. La personnalité publique russe d'origine allemande Alfred Koch, ancien ministre du gouvernement Eltsine, s'est également clairement reconnue dans la lettre. Et il n’est bien sûr pas le seul. »